# Gonatium hilare
Gonatium hilare är en spindelart som först beskrevs av Tord Tamerlan Teodor Thorell 1875.  Gonatium hilare ingår i släktet Gonatium och familjen täckvävarspindlar. Inga underarter finns listade i Catalogue of Life.